# Gonzalo Estefanía
Gonzalo Estefanía González (Madrid, 26 de enero de 1981 - Madrid, 31 de diciembre de 2017) fue un periodista radiofónico español . Es conocido por haber dirigido y presentado diversos programas radiofónicos durante más de 20 años de carrera.
Falleció en 2017 cuando estaba a punto de cumplir 37 años.

## Biografía
De personalidad autodidacta, Gonzalo Estefanía se dedicó al ámbito del periodismo y la comunicación desde su niñez y juventud. 
En el colegio público Virgen del Cortijo donde cursaba EGB, fue el promotor del periódico El Eclipse, con tan solo trece años se apuntó a unos talleres de radio en su barrio e inició un recorrido que le llevó a colaborar en: Radio Enlace, Cadena RASA -México DF-, Cadena Ser de Aranda de Duero, Europa FM, Cadena SER, Radio Internet, Telemadrid Radio, Cibeles FM, Punto Radio, Gestiona Radio y Qué Radio. 
Fue el creador de Radio Intertravel, una de las primeras emisoras en Internet que se pusieron en marcha en España y que con posterioridad obtuvo el Premio Joven de la Universidad Complutense de Madrid. 
En 2004 fue reconocido con el Premio Internacional Rey Juan Carlos de Periodismo por el programa "España América, América España, el viaje continúa".
En 2019, la Confederación Española de Centros de Enseñanza (CECE) convoca la primera edición del Premio Gonzalo Estefanía con el objetivo de reconocer la calidad de los programas de radio producidos por alumnos de 3º y 4º de ESO, Bachillerato o Formación Profesional.

## Distinciones
- Premio Internacional Rey Juan Carlos de Periodismo (2004)